# Пайпер, Леонора
Леонора Пайпер (англ. Leonora Piper, 27 июня 1857 — 3 июня 1950) — американский «трансовый» медиум, одна из ключевых фигур в спиритуализме конца XIX — начала XX века. Последователи спиритуализма считают, что именно с её помощью (в частности, в ходе так называемой «перекрёстной переписки») были получены наиболее убедительные доказательства реальности посмертного существования человеческого духа, а также исследованы возможности общения живущих людей с умершими. Именно под впечатлением от сеансов Пайпер к спиритуализму окончательно примкнули сэр Оливер Лодж, доктор Ричард Ходжсон, профессор Джеймс Хайслоп и другие авторитетные представители науки. Миссис Пайпер, в отличие от многих её коллег, до конца жизни сохранила безупречную репутацию. Для основателя философии прагматизма Уильяма Джеймса, который первым взялся изучать её феномен, миссис Пайпер стала, «той белой вороной в спиритуализме, существования которой достаточно, чтобы опровергнуть утверждение, что все вороны черны».

## Биография
Леонора Пайпер, в девичестве Симондс (англ. Leonora Evelina Simonds Piper) рассказывала, что свой первый медиумистский опыт получила в возрасте восьми лет, когда играла в саду. Она почувствовала острую боль в правом ухе, после чего отчётливо услышала: «Тетя Сэра не умерла, она по-прежнему рядом с тобой». Мать девочки записала точное время этого происшествия. Несколько дней спустя пришло известие о смерти тёти Сэры: она скончалась в тот самый момент, когда восьмилетняя Леонора получила своё первое сообщение. Несколько недель спустя ночью девочка подняла крик, а когда в комнату прибежали родители, объяснила, что испугана «ярким светом и всеми этими лицами». Если не считать ещё нескольких происшествий того же рода, детство её было вполне обычным.
В возрасте 22 лет Леонора вышла замуж за бостонского спиритуалиста Уильяма Пайпера (у них родились две дочери: Альта и Минерва). Некоторое время спустя один из родственников привёл её на медицинскую консультацию к слепому доктору Дж. Р. Коку, который имел репутацию ясновидящего, способного ставить безошибочные диагнозы и излечивать больных. От его единственного прикосновения она — впервые в жизни — погрузилась в транс. Во время второго визита, когда доктор Кок наложил ладонь ей на лоб, Леонора, как она вспоминала позже, увидела «поток света, в котором явилось множество незнакомых лиц». В трансе она поднялась со стула, подошла к столу посреди комнаты, взяла бумагу и карандаш и в течение нескольких минут что-то быстро записывала. Затем подошла к одному из гостей, отдала ему лист бумаги и вернулась на своё место. Человек, получивший бумагу, был судья Фрост; послание, которого он ждал меньше всего, пришло от его умершего сына. Фрост заявил, что более точного и убедительного сообщения из иного мира он ни разу не получал на протяжении тех лет, когда он интересовался спиритуализмом.

### Исследования профессора Джеймса
О происшествии написали газеты, имя миссис Пайпер стало известно и она начала получать приглашения на сеансы в качестве профессионального медиума. Популярность не доставляла ей удовольствия; вскоре она стала отвергать все вызовы, кроме тех, что исходили от родственников и близких друзей. Тем не менее, по каким-то необъяснимым причинам она сделала исключение для миссис Гиббонс, тёщи профессора Уильяма Джеймса. После того, как и дочь миссис Гиббонс попала под влияние миссис Пайпер, профессор назвал обеих женщин «жертвами шарлатанства» и исключительно с целью разоблачения явился на сеанс в дом медиума.
Здесь его ожидали многочисленные сюрпризы. В первую очередь, неожиданным оказалось полное отсутствие традиционных спиритических атрибутов: «кабинета», красной лампы, стола со стульями, расположенными кольцами и музыкальных инструментов. Гостям было предложено располагаться, где им будет удобно — в небольшой, но уютной гостиной. Удивила профессора Джеймса и сама миссис Пайпер: она оказалась женщиной тихой и застенчивой; в ней не было ничего вызывающего, что он всегда замечал в других медиумах. Миссис Пайпер вежливо предупредила гостей, чтобы те не ждали ничего сенсационного. Она не станет материализовывать фигуры или заставлять предметы летать: всего лишь погрузится в транс и передаст контроль над собой одному из «духов». Возможно он оставит какие-то сообщения, возможно нет: тут она не обещает ничего определённого. В ходе этого сеанса Пайпер описала внешность и назвала имена отца жены Джеймса и ребёнка, которого супруги потеряли за год до этого. Джеймс, с медиумом до этого не общавшийся, позже записал:
После этого первого визита у меня осталось ощущение, что либо миссис Пайпер находилась под властью каких-то сверхъестественных сил, либо она действительно в лицо знала всех членов семьи моей жены и каким-то чудом оказалась знакома с разнообразными деталями их домашней жизни... Впоследствии, побывав на её сеансах и познакомившись с ней поближе, я полностью отверг второе предположение и считаю, что она действительно обладает сверхъестественными способностями.У. Джеймс
Джеймс стал приглашать на сеансы своих друзей и коллег. Он настолько увлёкся исследованием психического феномена, что в течение следующих полутора лет фактически взял на себя обязанности менеджера Леоноры Пайпер, организуя все её публичные выступления, а затем, чтобы упорядочить работу и привлечь к ней заинтересованных лиц, создал Американское общество психических исследований.

### Медиумизм миссис Пайпер
Когда профессор Джеймс начинал свои наблюдения, контролирующим духом миссис Пайпер был некто, именовавший себя «Финнеем» (фр. Finuit) и, судя по всему, имевший какое-то отношение к доктору Коку. Появился он не сразу: до него посредством миссис Пайпер с миром живых общался дух индейской девушки с очень странным именем Хлорин (англ. Chlorine); эпизодически появлялись «командор Вандербильт», «Лонгфелло», «Иоганн Себастьян Бах», «актриса Сиддонс» и другие.
Финней обладал характерным хриплым голосом, который странно контрастировал с тембром самой миссис Пайпер. Представляясь французским доктором, он не имел ни малейшего понятия о медицине, не знал французского языка и не мог поведать ничего о своём прошлом. Это позволило некоторым исследователям предположить, что «Финней» — своего рода «второе я» Леоноры, и что они в данном случае имеют дело с раздвоением личности. «Финней» явно не был тем, за кого он себя выдавал, но обладал неоспоримыми способностями: именно при его посредстве Пайпер стала получать огромные запасы информации, которые, как впоследствии доказывалось не раз, никакими известными способами получены быть не могли.
«Правление Финнея» длилось восемь лет; в 1892 году к нему присоединился «Джордж Пелхэм», при жизни — друг доктора Ходжсона. Он взял на себя контроль за автоматическим письмом, оставив «Финнею» голосовые послания. Нередко оба вида контакта в ходе сеанса реализовывались одновременно.
В 1897 году духовный контроль над миссис Пайпер на сеансах впервые взяла на себя группа под предводительством «духа», именовавшего себя «Императором» (или «Ректором»). «Финней» исчез вообще, а «Пелхэм» отошёл в тень. Как вспоминали очевидцы, если при «Финнее» сеансы Пайпер были прерывистыми и насыщенными помехами со стороны «посторонних элементов», то «группа Императора» установила полный порядок, исключив всякое вмешательство со стороны тех, кого они называли «низшими сущностями», и «духами, привязанными к Земле». В новом режиме послания изменились: их стиль стал высокопарным и принял квази-религиозный характер, чего прежде не наблюдалось. Кроме того, если при «Финнее» медиум входила в транс и выходила из него мучительно, с дискомфортом, то теперь этот процесс стал лёгким и безболезненным.
Профессор Уильям Джеймс обратил особое внимание на то, что все участники «группы Императора» обладали своими (как правило связанными с античностью или библейской историей) именами, а также индивидуальным стилем общения. Миссис Пайпер утверждала, что именно благодаря этой группе она развила способность к автоматическому письму наяву, без погружения в транс. Дочь Альта Л. Пайпер в биографии 1929 года замечала: «мантия Ректора словно бы снизошла на саму миссис Пайпер».
Миссис Пайпер не обладала способностями к физическому медиумизму за единственным исключением: она, как утверждалось, умела по заказу «доставлять» в комнату ароматы определённых цветов и заставлять их мгновенно улетучиваться. Для установления контакта с «духами-контролерами» она использовала психометрическую атрибутику, требуя представить ей тот или иной предмет, принадлежавший при жизни умершему.
В какой-то момент профессор Джеймс сумел самостоятельно загипнотизировать Леонору Пайпер и выяснил, что в гипнотическом трансе меняются все параметры её медиумизма; в частности, исчезает (в спонтанном трансе нередко демонстрировавшаяся) способность к телепатии.
В силу занятости на научном поприще профессор Джеймс вынужден был завершить личное наблюдение над миссис Пайпер. Он отправил письма нескольким лидерам британского Общества психических исследований, где рассказал о загадочных явлениях, наблюдавшихся им на сеансах медиума. Отозвавшись на одно из таких писем, в США, в качестве официального представителя ОПИ, прибыл доктор Ричард Ходжсон и продолжил исследование феномена.

### Работа доктора Ходжсона
Ричард Ходжсон, снискавший у себя на родине репутацию отчаянного охотника за медиумами-мошенниками и закоренелого скептика, в первую очередь предпринял все возможные меры для того, чтобы исключить всякую возможность обмана со стороны миссис Пайпер. В течение некоторого времени нанятый им частный детектив следил за миссис Пайпер в надежде обнаружить что-нибудь подозрительное. Доктор Ходжсон запрещал ей просматривать свежие газеты, гостей сеансов наделял псевдонимами, назначал импровизированные встречи, чтобы не дать медиуму возможность к ним заранее подготовиться. Результат был неизменным: миссис Пайпер, ссылаясь на подсказки «духов», голосом или через автоматическое письмо, постоянно сообщала присутствующим самые неожиданные детали (как важные так и несущественные) их давнего или недавнего прошлого.
В медиумизме миссис Пайпер обнаружились и некоторые слабости. Так, она испытывала трудности, когда речь заходила о необходимости назвать дату, всегда имена предпочитала фамилиям, иногда не могла ответить на «тест-вопросы». Например, вещавший через неё «дух» Ханны Уальд не сумел пересказать содержание запечатанного письма, написанного ею незадолго до смерти, а «дух» Стейнтона Мозеса грубо ошибся в перечислении «наставников», которые ему помогали в медиумизме при жизни. Однако все подозрения в возможном мошенничестве были отметены окончательно.
В 1898 году профессор Джеймс написал в журнале «Psychological Review»:
Доктор Ходжсон считает, что предположение о мошенничестве всерьез рассматриваться не может. Я полностью с ним согласен. Медиум в течение 15 лет находилась под тщательнейшим наблюдением людей, которые выискивали в её поведении любую подозрительную деталь. За всё это время не выявилось ни одного сомнительного обстоятельства и не появилось ни одного правдоподобного объяснения тому, как именно медиум, при её возможностях и образе жизни, могла бы любым из обычных способов получить такое количество информации о таком множестве людей. Ученые, которые со знанием дела толкуют нам о «мошенничестве», должны помнить, что в науке — как, впрочем, и в жизни вообще, — любая гипотеза, прежде чем мы могли бы её обсуждать с пользой для дела, должна быть точно сформулирована. Гипотеза о «мошенничестве» не конкретном, а абстрактном, о «мошенничестве вообще», вряд ли может рассматриваться как научное объяснение реальным фактам.У. Джеймс
В 1888-89 годах к исследованию присоединился доктор Хайслоп, на первых сеансах появлявшийся в маске, которую снимал после того, как миссис Пайпер погружалась в транс и надевал, едва только она пробуждалась. Двенадцати сеансов оказалось достаточно, чтобы убедить Хайслопа в несостоятельности его первоначальной гипотезы о раздвоении личности. «Я предпочту поверить, что действительно говорил с моими умершими родственникам, это самое простое из возможных объяснений», — заявил он. «Теперь я готов предположить, что действительно существует посмертная жизнь, в которой человеческая личность сохраняет индивидуальность», — написал он в SPR Proceedings, Vol. XVI.

### Продолжение исследований в Англии
Доктор Ходжсон, однако, не терял надежды разоблачить свою подопечную. Он решил, что удобнее всего будет сделать это, если вырвать её из привычного окружения и перевезти в незнакомую страну. В ноябре 1889 года Леонора Пайпер впервые прибыла в Великобританию. На станции её встретил профессор Лодж и отвёз в кембриджскую резиденцию Фредерика У. Майерса, где она и поселилась. Майерс самолично подобрал для гостьи слуг из сельской местности, которые не могли бы знать никого из возможных визитёров, и сам отбирал последних, в основном, сохраняя им анонимность. Под наблюдением Майерса, Лоджа и доктора Уолтера Лифа в период с ноября 1889 по февраль 1890 года миссис Пайпер провела 88 сеансов и каждый раз в чём-то поражала присутствовавших. При этом повсюду, даже в магазины, её сопровождали наблюдатели. Лодж в этом смысле даже превзошёл Майерса: прежде чем пригласить миссис Пайпер к себе домой в Ливерпуль он попросил жену сменить в доме всех слуг, спрятал фамильную Библию и на протяжении всего времени, пока гостья оставалась в доме, лично прочитывал (с её согласия) всю приходившую к ней корреспонденцию.
Уже на первом сеансе, организованном Лоджем, медиум совершенно точно описала ему внешность его покойных дяди, тёти и ребёнка, скончавшегося в младенчестве, предоставив многочисленные детали личного свойства. В течение последующих встреч она развернула перед Лоджем всю историю его семьи в нескольких поколениях. В 1890 году отчёт сэра Оливера Лоджа был опубликован с предисловием Ф. У. Г. Майерса, который закончил его такими словами:
Многие из представленных нам фактов не могли быть добыты даже самым искусным детективом. Другие - даже если и можно было бы получить их обычным путём, - потребовали бы таких затрат денег и времени, каковыми миссис Пайпер не располагает. Её поведение не предоставило нам никакого повода заподозрить в том, что она способна на мошенничество или обман.Ф. Майерс
Сэр Оливер Лодж провёл обратный эксперимент: нанял профессионального агента с целью получить тот же объём информации о собственных родственниках и предках, и убедился в том, что сделать это невозможно. Лодж в своём отчёте подтвердил способность медиума в трансе ставить правильные медицинские диагнозы, а также безошибочно называть владельцев, как живых, так и умерших, приносившихся гостями небольших предметов. Лодж писал в своём отчёте: «Со всей определенностью могу заявить две вещи: Первое — миссис Пайпер неспособна на обман. Второе: никакое предположение о мыслимом и немыслимом обмане со стороны миссис Пайпер не может объяснить свершившиеся факты».

По возвращении миссис Пайпер в США наблюдением за ней вновь занялся профессор Ходжсон. Его первый отчёт был опубликован в 1892 году в восьмом томе «SPR Proceedings» и ещё допускал различные толкования наблюдавшегося феномена. Второй был намного более категоричным:
У меня не осталось сомнений в том, что “главные коммуникаторы” - те самые личности, за которых они себя выдают. Что они пережили изменение, которое мы именуем смертью, и - посредством миссис Пайпер, находившейся в трансе, - напрямую общались с нами, теми, кто считает себя “живущими”. В течение нескольких лет сопоставляя две возможных гипотезы: телепатическую и духовную, я со всей уверенностью и без промедления утверждаю, что “духовная” гипотеза оказалась подтверждена собственными плодами, чего о другой не скажешь.Оригинальный текст (англ.)I cannot profess to have any doubt but that the 'chief communicators '... are veritably the personalities that they claim to be; that they have survived the change we call death, and that they have directly communicated with us whom we call living through Mrs. Piper's entranced organism. Having tried the hypothesis of telepathy from the living for several years, and the 'spirit' hypothesis also for several years, I have no hesitation in affirming with the most absolute assurance that the 'spirit' hypothesis is justified by its  fruits and the other hypothesis is not.У. Ходжсон, SPR Proceedings, Vol. XIII, 1897

### «Признание» и опровержение
За всю жизнь миссис Пайпер с её именем был связан лишь один публичный скандал. 20 октября 1901 года газета «New York Herald» опубликовала заявление Пайпер, разрекламированное как «признание», в котором медиум заявляла что намерена прекратить работу, которую в течение 14 лет проводила для ОПИ поскольку ей так и не удалось внести ясность в суть происходящих явлений. При этом газета приписала ей следующие слова: «Теория телепатической передачи сообщений кажется мне наиболее вероятной и научно обоснованной… Я не верю в то, что духи умерших контролировали меня, когда я находилась в трансе….Возможно это и так, но подтвердить это невозможно».
Поскольку многие исследователи в любом случае подозревали, что в случае с Пайпер они имеют дело с некой формой экстрасенсорного восприятия, статья в газете сенсации не вызвала. Но 25 октября миссис Пайпер поместила в «Boston Advertiser» следующий ответ:
Я никогда не произносила тех слов, что были напечатаны в “New York Herald” - в частности, не говорила, что не верю в то, что нахожусь в трансе под контролем духов... Сегодня на этот счет я придерживаюсь точно того же мнения, какого придерживалась 18 лет назад. Возможно это духи умерших, возможно - нет. Признание могу сделать только одно: кто они, я не знаю. Но своей позиции я никогда не меняла.Леонора Пайпер
Как отмечал сэр Оливер Лодж, в искренности и логичности этого заявление ни у кого не возникло сомнений, и та же «New York Herald» вскоре приняла версию медиума, впрочем, заметив: «Миссис Пайпер в наименьшей степени, чем кто либо из присутствующих на её сеансах способна сформировать определенное мнение на этот счет, просто потому что не помнит всего, что происходило с ней в трансе».

### Перекрёстная переписка
Третий отчёт, готовившийся Ходжсоном, опубликован не был: этому помешала внезапная кончина профессора в 1905 году. Из Британии в США прибыл Дж. Г. Пиддингтон: здесь была создана комиссия с тем, чтобы решить дальнейшую судьбу накопленного материала. Проблема состояла в том, что стенограммы сеансов были полны интимными подробностями из жизни известных людей, которые вверяли свои репутации доктору Ходжсону, и только ему одному. В конечном итоге, преодолев отчаянное сопротивление профессора Хайслопа, комиссия решила раздать весь материал тем людям, которых он касался непосредственно: так эти документы были утеряны безвозвратно. С этих пор наблюдение за миссис Пайпер от лица ОПИ осуществлял профессор Хайслоп.
В 1906 году Леонора Пайпер совершила свой второй вояж в Британию, на этот раз, чтобы помочь распутать загадку феномена, получившего название «перекрестной переписки». Сразу несколько знаменитых исследователей психических явлений (Майерс, Гёрней, Ходжсон) отошли в мир иной, и медиумы стали получать сообщения якобы от лица их духов. Миссис Пайпер провела здесь 74 сеанса; в числе медиумов, принимавших участие в эксперименте, были миссис Веррал и миссис Холланд. Результат был суммирован и проанализирован Пиддингтоном, который пришёл к выводу: совпадений в содержании и стиле сообщений столько, что объяснить их случайностью невозможно. В 1909 году профессор Джеймс опубликовал отчёт о переписке с «Ходжсоном». О переписке с «духами» Майерса, Гернея и Айзека Томпсона сэр Оливер Лодж писал:
В целом они (послания) свидетельствуют о существовании некого стороннего контролирующего разума, независимого от сознания и, насколько я могу судить, подсознания медиумов. Все это позволяет предположить, что мы вступили в косвенное взаимодействие с неким слоем личности умершего, сохранившей жизнь после смерти физического тела.О. Лодж

### Закат карьеры Леоноры Пайпер
1908—1909 годы наложили отпечаток на всю дальнейшую карьеру и жизнь миссис Пайпер. Организацией её сеансов в США занялись профессиональные психологи Дж. Стенли Холл и Эми Таннер. Несмотря на то, что последняя в книге «Studies in Spiritualism» (1910) утверждала обратное, эта работа была хаотична, сеансы посвящались исключительно личным темам, многие сообщения не записывались. Кроме того, к медиумам в то время принято было применять методы контроля, близкие к пыточным. В течение этих двух лет миссис Пайпер полностью утратила способность к трансовому медиумизму — как считает её дочь Альта, исключительно из-за подсознательного страха перед погружением в транс и тем, что могут сделать с ней «исследователи», пока она находится без сознания.
В октябре 1909 года миссис Пайпер в третий раз посетила Британию. Обессилев от перенесённого гриппа, она отменила несколько сеансов, а вернувшись к активной деятельности ранним летом 1910 года, стала (по свидетельству Лоджа) испытывать явные трудности с погружением в транс и возвращении из него. 24 мая 1911 года было объявлено о том, что миссис Пайпер прекращает давать сеансы. Последний из них был проведён 3 июля: здесь появилась новая сущность «мадмуазель Гуйон», после чего «Император» официально закрыл собрание. В течение нескольких лет время от времени Пайпер получала письменные автоматические сообщения, но трансовое состояние вернулось к ней лишь однажды, в 1915 году, когда она получила знаменитое послание от «Фавна», в котором тот сообщал о грядущей гибели на фронте Рэймонда Лоджа, сына сэра Оливера (о посмертном общении с которым учёный впоследствии написал получившую широкую известность книгу «Рэймонд»).
В период с 1914 по 1924 годы Леонора Пайпер не проводила регулярной медиумистской работы: отчасти из-за болезни матери, но также и потому, что не было человека, который взял бы на себя организационные обязанности. В октябре 1924 от доктора Гарднера Мёрфи поступило приглашение провести сеансы для бостонского отделения АОПИ. Леонора Пайпер согласилась, но в дальнейшем возвращалась к сеансам лишь эпизодически.
Леонора Пайпер скончалась 3 июля 1950 года. Она сохранила репутацию выдающегося медиума, большую часть своей жизни, здоровья и сил отдавшего науке. «Значение работы миссис Пайпер просто невозможно оценить по достоинству. В течение нескольких десятилетий она подвергалась такому тестированию, какое никогда не применялось по отношению к другим медиумам. Феномен Пайпер так и остался в истории неразрешенной загадкой», — писал в Энциклопедии психической науки Нандор Фодор.